# Breedsnuitkathaai
De breedsnuitkathaai (Apristurus investigatoris) is een vis uit de familie van Pentanchidae, orde van grondhaaien (Carcharhiniformes). De vis kan een lengte bereiken van 26 centimeter. 

## Leefomgeving
De breedsnuitkathaai is een zoutwatervis. De soort komt voor in diep water in de Indische Oceaan op een diepte van 0 tot 1040 meter. 

## Relatie tot de mens
De breedsnuitkathaai is voor de visserij van geen belang. In de hengelsport wordt er weinig op de vis gejaagd. 